# Joiceya
Genre
Joiceya est un genre d'insectes lépidoptères de la famille des Riodinidae.

## Dénomination
Le genre Joiceya a été créé par George Talbot (entomologiste) (d) en 1928.

## Liste d'espèces
Selon BioLib (19 avril 2021) :
- Joiceya fannia (Godman, 1903)
- Joiceya praeclarus Talbot, 1928 ; présent au Brésil
- Joiceya satyroides (Lathy, 1932)